# Naim Van Attenhoven
Naim Van Attenhoven (Leuven, 31 januari 2003) is een Nigerees-Belgisch voetballer die sinds 2023 uitkomt voor Valenciennes FC.

## Clubcarrière

### Jeugd
Van Attenhoven werd geboren in Leuven. Op vijfjarige leeftijd sloot hij zich aan bij FC Brussels, waar hij samenspeelde met onder andere Anouar Ait El Hadj, Killian Sardella, Nathan Ngoy en Kazeem Olaigbe. Als tiener vertrok hij naar KV Mechelen, waar PSV hem kwam wegplukken. Na een jaar haalde Oud-Heverlee Leuven hem terug naar België. Via Sporting Charleroi belandde hij in 2019 bij Standard Luik, dat hem later terug uitleende aan Charleroi. In 2020 stapte hij over naar RSC Anderlecht. Daar slaagde hij er niet in om door te stromen naar het eerste elftal, waarop zijn contract er begin 2022 in onderling overleg werd ontbonden.

### KVK Ninove
Na zijn vertrek bij Anderlecht bleef hij een paar maanden zonder club. Van Attenhoven overbrugde deze periode door zijn conditie te onderhouden bij Free Pro Players FC, een project om contractloze profvoetballers de kans te bieden om in een professioneel kader te kunnen blijven doortrainen. Na zes maanden zonder club tekende hij in juli 2022 bij KVK Ninove, dat toen pas naar Eerste nationale was gepromoveerd. Daar moest hij opboksen tegen de 25-jarige Jari Jacobs en de 36-jarige Kevin Van den Noortgaete. Op 15 oktober 2022 maakte hij in de competitiewedstrijd tegen Patro Eisden Maasmechelen zijn officiële debuut voor de club, weliswaar als invaller: toen Van den Noortgaete tijdens de rust geblesseerd de strijd moest staken, nam Van Attenhoven zijn plaats in. Van Attenhoven slikte na de rust nog vier doelpunten, waarna Ninove met 5-0 verloor. Een week later moest trainer Alan Haydock vierde doelman Brecht Hertveldt inzetten voor de competitiewedstrijd tegen RFC de Liège, want Van Attenhoven speelde een dag eerder met Niger –23 een Afrika Cup onder 23-kwalificatiewedstrijd tegen Ivoorkust.
Op 12 november 2022 kreeg hij zijn eerste basisplaats in Eerste nationale: wegens de blessure van Van den Noortgaete en de buikgriep van Jacobs liet trainer Haydock hem starten tegen KVK Tienen (1-1-gelijkspel). Van begin december tot midden januari 2023 stond hij in vijf opeenvolgende competitiewedstrijden (tegen Olympic Club Charleroi, Hoogstraten VV, KSK Heist, Thes Sport en Dessel Sport) tussen de palen. Daarna nam Van den Noortgaete zijn plaats in doel weer in.

### Valenciennes FC
Op 31 januari 2023 ondertekende Van Attenhoven een contract tot medio 2024 bij de Franse tweedeklasser Valenciennes FC. Van Attenhoven, die bij zijn overgang vooral als een wissel voor de toekomst werd gezien, speelde in zijn eerste halve seizoen vijf wedstrijden voor het B-elftal van Valenciennes in de Championnat National 3.

## Interlandcarrière
Van Attenhoven was in het verleden Belgisch jeugdinternational. Op 9 juni 2021 maakte hij echter zijn interlanddebuut voor Niger in een vriendschappelijke interland tegen Congo-Brazzaville. Niger verloor deze interland met 0-1 na een doelpunt van Guy Mbenza.
In de zomer van 2023 nam Van Attenhoven met Niger –23 deel aan de Afrika Cup –23 in Marokko. Niger, een van de twee debutanten op het toernooi, leek na een 4 op 6 tegen Egypte en Gabon op weg naar een kwalificatie voor de knock-outfase, maar in de derde groepswedstrijd deed een 0-2-nederlaag tegen Mali de Nigerezen de das om.
| Interlands van Naim Van Attenhoven | Interlands van Naim Van Attenhoven | Interlands van Naim Van Attenhoven | Interlands van Naim Van Attenhoven | Interlands van Naim Van Attenhoven | Interlands van Naim Van Attenhoven | Interlands van Naim Van Attenhoven |
| No.                                | Datum                              | Wedstrijd                          | Uitslag                            | Soort Wedstrijd                    | Doelpunten                         |                                    |
| Als speler bij RSC Anderlecht      | Als speler bij RSC Anderlecht      | Als speler bij RSC Anderlecht      | Als speler bij RSC Anderlecht      | Als speler bij RSC Anderlecht      | Als speler bij RSC Anderlecht      | Als speler bij RSC Anderlecht      |
| ---------------------------------- | ---------------------------------- | ---------------------------------- | ---------------------------------- | ---------------------------------- | ---------------------------------- | ---------------------------------- |
| 1.                                 | 9 juni 2021                        | Niger – Congo-Brazzaville          | 0 – 1                              | Vriendschappelijk                  | -                                  |                                    |
| 2.                                 | 26 augustus 2021                   | Niger – Soedan                     | 0 – 3                              | Vriendschappelijk                  | -                                  |                                    |
| 3.                                 | 12 november 2021                   | Burkina Faso – Niger               | 1 – 1                              | Kwalificatie WK 2022               | -                                  |                                    |
| 4.                                 | 15 november 2021                   | Niger – Djibouti                   | 7 – 2                              | Kwalificatie WK 2022               | -                                  |                                    |
| Als speler bij Free Pro Players FC |                                    |                                    |                                    |                                    |                                    |                                    |
| 5.                                 | 23 maart 2022                      | Mozambique – Niger                 | 1 – 1                              | Vriendschappelijk                  | -                                  |                                    |
| 6.                                 | 26 maart 2022                      | Niger – Libië                      | 1 – 2                              | Vriendschappelijk                  | -                                  |                                    |
| 7.                                 | 4 juni 2022                        | Niger – Tanzania                   | 1 – 1                              | Kwalificatie Afrika Cup 2023       | -                                  |                                    |
| Als speler bij KVK Ninove          |                                    |                                    |                                    |                                    |                                    |                                    |
| 8.                                 | 20 november 2022                   | Gabon – Niger                      | 3 – 1                              | Vriendschappelijk                  | -                                  |                                    |
| Als speler bij Valenciennes FC     |                                    |                                    |                                    |                                    |                                    |                                    |
| 9.                                 | 7 september 2023                   | Niger – Oeganda                    | 0 – 2                              | Kwalificatie Afrika Cup 2023       | -                                  |                                    |
| 10.                                | 17 oktober 2023                    | Libië – Niger                      | 1 – 1                              | Vriendschappelijk                  | -                                  |                                    |
| Totaal                             | Totaal                             | Totaal                             | Totaal                             | Totaal                             | -                                  |                                    |

Bijgewerkt tot 5 maart 2024